# Grande incendio di Meireki
Il grande incendio di Meireki (明暦の大火?, Meireki no taika), noto anche come l'incendio del furisode, distrusse il 60–70% della capitale giapponese di Edo (ora Tokyo) il 2 marzo 1657, il terzo anno dell'era imperiale Meireki. L'incendio durò per tre giorni, e si stima che abbia fatto oltre 100.000 vittime.

## Grande incendio di Edo

### Leggenda
Si diceva che l'incendio fosse stato innescato accidentalmente da un prete che stava cremando un kimono ritenuto maledetto. Il kimono era stato posseduto in successione da tre ragazze adolescenti che erano tutte morte prima ancora di riuscire a indossarlo. Quando l'indumento stava venendo bruciato, una forte raffica di vento alimentò le fiamme facendo prendere fuoco al tempio di legno.

### Resoconto storico
L'incendio cominciò il diciottesimo giorno dell'anno, nel quartiere Hongō di Edo, e si propagò rapidamente attraverso la città, a causa dei venti con la forza di uragano che stavano soffiando da nord-ovest. Edo, come la maggior parte delle grandi e piccole città giapponesi del tempo, e come la maggior parte di quelle dell'Asia orientale continentale, era costruita principalmente con legno e carta. Gli edifici erano particolarmente asciutti a causa di una siccità l'anno precedente, e le strade e gli altri spazi aperti erano piccoli e stretti, permettendo all'incendio di propagarsi e di crescere in modo particolarmente rapido. (Molte città in Europa avevano problemi simili, essendo costruite con materiale infiammabile e fortemente affollate; in verità, Londra doveva bruciare solo nove anni dopo.) Benché Edo avesse una squadra antincendio designata, la Hikeshi (火消し, "estintore del fuoco"), era stata istituita solo 21 anni prima, e non era semplicemente abbastanza grande, abbastanza esperta, o abbastanza ben attrezzata da affrontare una tale conflagrazione.
La seconda sera, i venti cambiarono, e l'incendio fu spinto indietro dai margini meridionali della città verso il suo centro. Le case dei più stretti seguaci dello shōgun, a Kōjimachi, furono distrutte mentre l'incendio si apriva la strada verso il castello di Edo, proprio al centro della città. Infine, il mastio principale fu risparmiato, ma la maggior parte degli edifici esterni, e tutte le case dei seguaci e dei servitori furono distrutte. Finalmente, il terzo giorno, i venti si placarono, come le fiamme, ma il fumo denso impedì la circolazione per la città, la rimozione dei corpi e la ricostruzione, ancora per parecchi giorni.

### Conseguenze

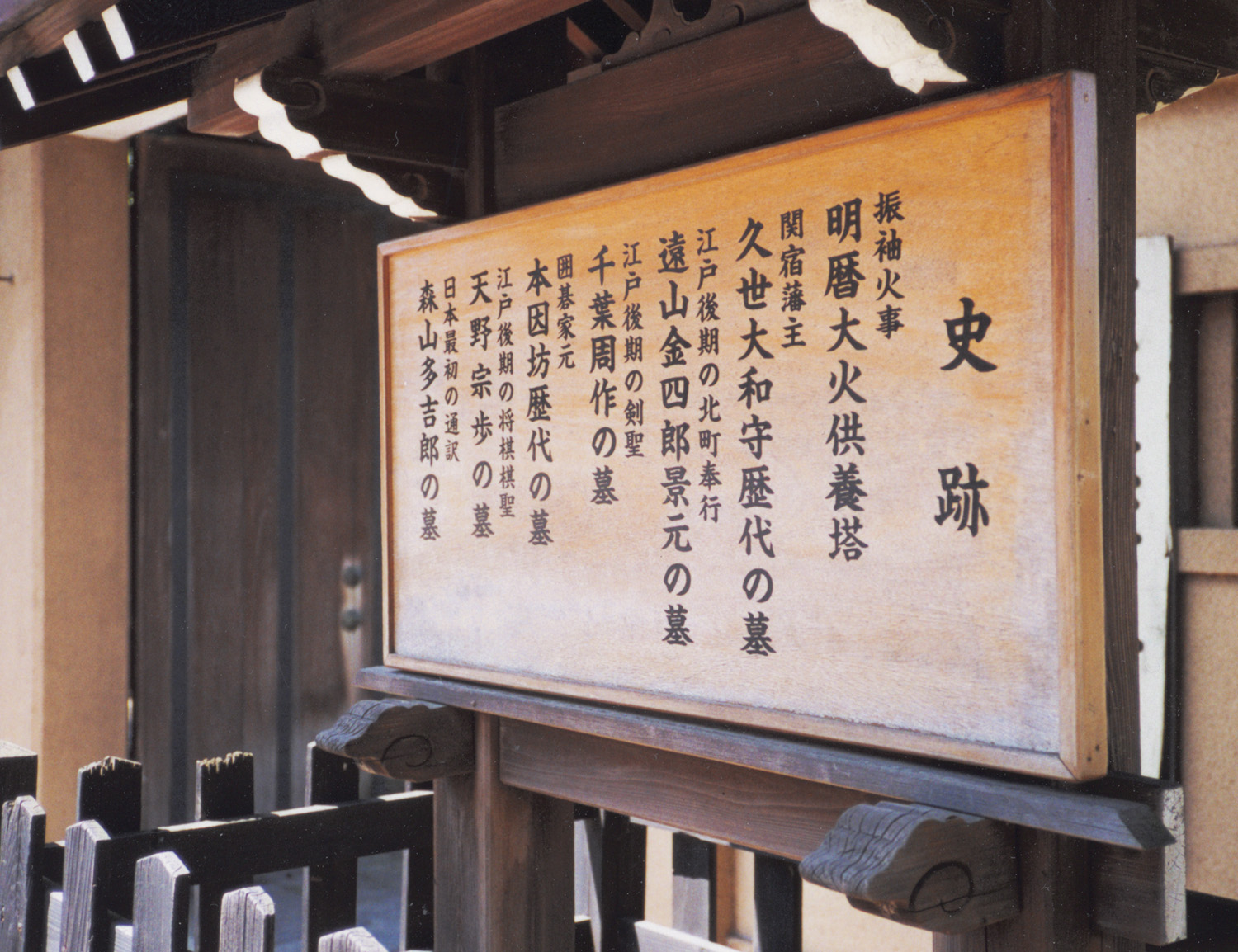
Lapide storica per il memoriale delle vittime del grande incendio di Meireki

Il 24º giorno del nuovo anno, sei giorni dopo l'inizio dell'incendio, monaci e altri cominciarono a trasportare i corpi di coloro che erano periti lungo il fiume Sumida fino a Honjo, Sumida (Tokyo), una comunità sul lato orientale del fiume. Là, furono scavate delle fosse e sepolti i corpi; sul sito fu poi costruita la Ekō-in (Sala di preghiera per i defunti).
Gli sforzi per la ricostruzione impiegarono due anni, poiché lo shogunato colse l'opportunità di riorganizzare la città secondo varie considerazioni pratiche. Sotto la guida di Rōjū Matsudaira Nobutsuna, le strade furono allargate e alcuni quartieri ripianificati e riorganizzati; particolare attenzione fu posta per restaurare il centro commerciale di Edo, così proteggendo e in qualche misura promuovendo l'intera economia nazionale. Sia ai cittadini comuni sia ai seguaci furono concessi fondi dal governo per la ricostruzione delle loro case, e il restauro del castello dello shōgun fu lasciato da completare per ultimo. L'area intorno al castello, quando fu restaurata, fu riorganizzata per lasciare maggiori spazi che potessero fungere da trincee tagliafuoco; le case dei seguaci furono ulteriormente allontanate dal castello, e un numero di templi e santuari furono ricollocati sulle rive del fiume.
Il quartiere autorizzato dei piaceri e divertimenti di Yoshiwara, anch'esso andato distrutto nell'incendio, venne spostato dall'area dell'attuale Nihonbashi nella zona di Asakusa.
Uno dei più grandi disastri della storia giapponese, la morte e la distruzione causata dall'incendio di Meireki fu quasi comparabile a quella subita nel grande terremoto del Kantō del 1923 e nel bombardamento di Tokyo del 1945. Ciascuno di questi eventi del XX secolo, come l'incendio di Meireki meno di tre secoli prima, vide approssimativamente 100.000 morti, e la distruzione della maggioranza della città.

## Nella cultura di massa
• The Fire Kimono, un romanzo poliziesco del 2008 di Laura Joh Rowland, era ispirato all'evento.
• È al centro della trama dell'8ºepisodio [“Il grande incendio del 1657”] dell'anime "Blue Eye Samurai", serie televisiva americana di azione animata in streaming distribuito su Netflix [Novembre 2023] per adulti creata e scritta dal team della coppia Michael Green & Amber Noizumi, e animata dalla società francese Blue Spirit.
Ambientato nel periodo Edo del Giappone (XVII secolo). Nella serie di animazione è il maestro di spada Mizu (in realtà una ragazza di etnia mista) in cerca di vendetta a innescare accidentalmente l'incendio nel tentativo di uccidere il suo nemico.